# Fra Dolcino
Fra Dolcino de Novare, (généralement appelé Dulcin dans les textes français antérieurs au XXe siècle), né v. 1250 à Prato Sesia, province de Novare,  et brûlé sur le bûcher le 1er juin 1307 à Verceil, est un prédicateur italien souvent décrit comme un hérétique inspiré par les théories franciscaines ou le mouvement vaudois. Il conduit une révolte populaire d'inspiration millénariste en Italie du Nord.

## Biographie
Les nouvelles historiquement prouvées sur la figure et les œuvres de Dolcino sont peu nombreuses et incertaines. Selon certaines d'entre elles, son vrai nom était Davide Tornielli ou Torielli. Son lieu de naissance réel est inconnu, même s’il est conventionnellement indiqué dans Prato Sesia.
L’inquisiteur Bernard Gui affirme que Fra Dolcino était le fils illégitime d’un prêtre qui, après avoir été arrêté comme voleur, s’était enfui à Verceil pour suivre la secte du prêcheur radical Gherardo Segarelli, qui prônait le refus de l’institution du mariage et la redistribution des richesses parmi les chrétiens pauvres. La plupart des sources considèrent cependant que Dolcino était issu d’une riche famille et qu’il entreprit des études théologiques dans sa jeunesse.
Selon l’Église de Rome et la plupart des historiens de la période, lui et ses partisans, en réaction aux attaques des troupes catholiques, n’hésitèrent pas, pour leur survie, à piller et à dévaster des villages, tuant ceux qui s’opposaient à eux et brûlant leurs maisons. Pour justifier les méfaits de ses partisans il citait volontiers saint Paul :

« Tout est pur pour les purs.

Mais pour ceux qui sont souillés et qui n’ont pas la foi, rien n’est pur. 

Leur esprit même et leur conscience sont souillés. »

— Paul de Tarse, Épître à Tite 1,15.
Fra Dolcino devient en 1300 le chef du mouvement apostolique et, influencé par les idées d'Éon de l'Étoile et les théories millénaristes de Joachim de Flore, il donne naissance au mouvement dolcinien qui dure de 1300 à 1307. Au nombre de ses idées on compte :
1. Le refus de la hiérarchie ecclésiastique et le retour aux idéaux originaux de pauvreté et d’humilité.
2. Le refus du système féodal
3. La libération de toute contrainte et de tout assujettissement.
4. L’organisation d’une société égalitaire d’aide et de respect mutuel, mettant en commun les biens et respectant l’égalité des sexes.

Il connaît une fin tragique dans les vallées montagneuses de Sesia et dans la région de Biella, dans le Piémont, en Italie, le 23 mars 1307, quand de nombreux croisés achèvent de conquérir les fortifications construites sur le mont Rubello par les Dolciniens.
On le considérait comme un orateur intelligent, érudit et charismatique. Il a exprimé ses idées dans une série de lettres adressées aux apostoliques dans les années 1300-1307.
Son mouvement reste isolé à l'époque. Les attentes eschatologiques et les prédictions apocalyptiques sont restées pendant tout le siècle circonscrites aux milieux des lettrés et des hommes d'Église. On trouve des révoltes analogues après la diffusion de l'imprimerie avec le mouvement des Taborites en Bohême au XIVe siècle et avec le mouvement de Thomas Müntzer au XVe siècle en Allemagne du sud.

### Exécution
Après leur capture par l'Église, Fra Dolcino et sa compagne Margherita Boninsegna sont conduits devant un tribunal de l'Inquisition les ayant condamnés à la torture. Fra Dolcino aurait subi une castration, puis le corps aurait été démembré et ses parties ensuite mises au bûcher par le bourreau. En 1322, soit quinze ans plus tard, une trentaine de disciples de Dolcino seront brûlés vifs sur la place du marché de Padoue[réf. nécessaire].
Les sources médiévales sur Dolcino sont peu nombreuses, essentiellement les textes de Bernard Gui et d'un biographe anonyme.

## Dans la littérature
Dans la Divine Comédie, Dante mentionne Dolcino comme étant attendu prochainement en enfer (l’enfer XXVIII) dans un passage qui exprime l’admiration du poète pour la défense désespérée du mont Rubello.
Il est mentionné souvent dans le roman d’Umberto Eco, Le Nom de la rose. Le dialogue entre Guillaume de Baskerville et le vieux prêtre Ubertin laisse tout d'abord l’histoire de Fra Dolcino à l’imagination du lecteur, puis celle-ci est décrite en détail par Ubertin à Adso plus loin dans l'œuvre.
Il est le héros du chapitre 9 du livre Vies imaginaires de Marcel Schwob.

### Sources anciennes
- Historia fratris Dulcini heresiarche di anonimo sincrono : De secta illorum qui se dicunt esse de ordine Apostolorum di Bernardo Gui, a cura di Arnaldo Segarizzi. Città di Castello : S. Lapi, 1907.

### Études
- (it) Elena Rotelli, Fra Dolcino e gli Apostolici nella storia e nella tradizione, Marietti, 1980.
- (it) Raniero Orioli, Fra Dolcino : nascita, vita e morte di un'eresia medievale, Jaca Book, 2004.